# Necton
Il necton o nekton (dal greco antico νηκτόν?, nēktón, "ciò che nuota") è la categoria ecologica che comprende gli organismi acquatici che nuotano attivamente.
È uno dei tre grandi gruppi in cui si differenziano gli animali acquatici, insieme al plancton, costituito da organismi che fluttuano nella colonna d'acqua, incapaci di opporsi ai movimenti del mare quali onde e correnti, e benthos, che comprende tutti gli organismi adattati a vivere a stretto contatto con i fondali.

## Organismi del necton

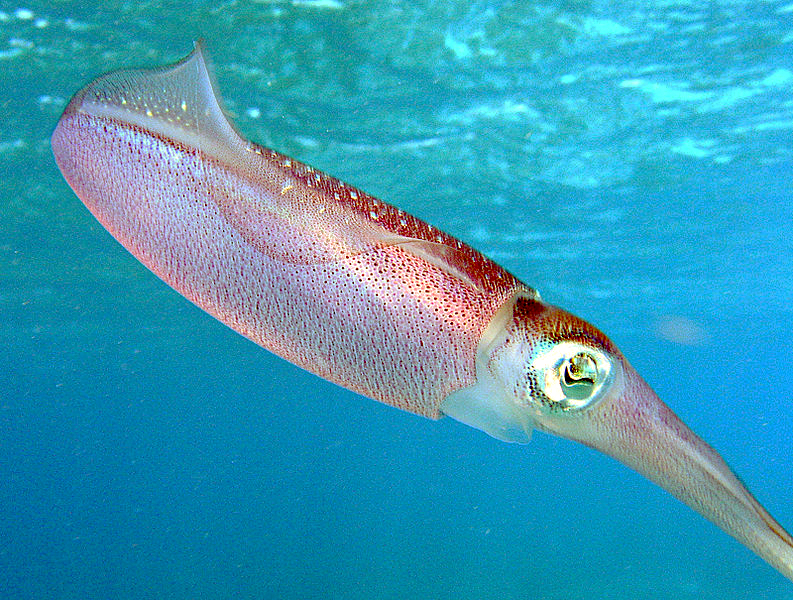
Un calamaro di Lesson (Sepioteuthis lessoniana)

Il necton abbraccia al suo interno un insieme molto eterogeneo di animali marini: ne fanno parte organismi appartenenti a phyla molto diversi tra loro.
Fra i vertebrati si trovano ovviamente i pesci, sia ossei che cartilaginei, ma anche rettili come le tartarughe marine, mammiferi come i cetacei e i pinnipedi ed anche uccelli adattati al nuoto come i pinguini.
Fra gli invertebrati, organismi nectonici d'elezione sono alcuni molluschi appartenenti alla classe dei cefalopodi: seppie e calamari.
Per definizione, dal necton sono escluse le forme di vita vegetali, in quanto non capaci di movimenti propri (laddove esistono invece un fitoplancton e un fitobentos).

## Adattamenti alla vita nectonica

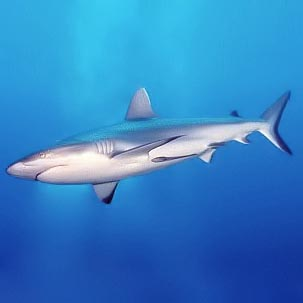
Uno squalo grigio del reef (Carcharhinus amblyrhynchos) mostra la tipica colorazione differenziale degli animali nectonici, bianca sotto e scura sul dorso

Gli organismi del necton, pur nella loro varietà, mostrano un insieme di adattamenti evolutivi comuni, che li rendono ben specializzati alla vita in ambiente acquatico.
Dal punto di vista anatomico e morfologico, possiedono corpi adatti a vincere l'attrito derivante dell'elevata viscosità del mezzo acquatico: gli organismi nectonici sono caratteristicamente allungati, affusolati o siluriformi. Possiedono poi grandi strutture a forma di remo, o pala, come la pinna caudale dei pesci, i tentacoli dei cefalopodi o gli arti modificati dei cheloni e dei mammiferi marini, spinti da muscoli potenti e ben sviluppati. Al necton appartengono i grandi nuotatori, specie capaci di sviluppare velocità elevate, quali i tonni o di compiere migrazioni di migliaia di chilometri, come i capodogli.
Un altro adattamento alla vita "in tre dimensioni" propria del necton è una caratteristica colorazione differenziale: praticamente tutti gli organismi nectonici possiedono una livrea chiara sul ventre e scura sul dorso. Ciò consente loro di mimetizzarsi efficacemente, in quanto la parte inferiore chiara, vista dal basso, si confonde sullo sfondo della luminosa superficie marina, e il dorso scuro, vista dall'alto, risulta difficilmente distinguibile dalle buie profondità abissali.
Alcune specie nectoniche prediligono la vita sociale, e formano grandi banchi, all'interno dei quali gli individui si muovono in maniera coordinata e compatta; questo è un adattamento per proteggersi dai predatori.

## Suddivisione del necton
Gli organismi del necton vengono raggruppati in categorie in base alla profondità che assumono di preferenza nella colonna d'acqua. Si hanno così un epinecton, che predilige le acque illuminate dalla superficie fino a 200m di profondità; un mesonecton, da 200 a 600m, un batinecton, da 600 a 4000m di profondità; e un abissonecton oltre i 4000m di profondità.
Dal punto di vista funzionale, e del posto occupato nelle reti trofiche, gli organismi del necton sono per lo più predatori, spesso capaci di inseguire e cacciare attivamente le loro prede costituite da altri organismi nectonici o bentonici. Non mancano però i filtratori, che si nutrono di plancton e materiale organico in sospensione: un esempio possono essere le balene con fanoni.
Al necton appartengono molte specie di interesse alimentare e commerciale per gli esseri umani, quali i tonni, gli sgombridi, le sardine e via dicendo.